# Escala OO
A escala OO, também conhecida por bitola OO, ou escala 00 ou ainda bitola 00, é a escala de ferromodelismo mais popular do Reino unido.

## Características
A escala "duplo 0" foi lançada pela Bing em 1921 com o nome de "The Table Railway". Os primeiros modelos baseados em protótipos locais surgiram em 1922, impulsionados por mecanismos de relógio. Os primeiros modelos com motor elétrico surgiram no outono de 1923.
A escala OO é uma das várias escalas de 4 mm existentes, mas a única que foi produzida por vários fabricantes. Apesar disso, a bitola de 16,5 mm é imprecisa para a escala de 4 mm, e outras bitolas surgiram para atender essa escala com maior precisão.

## Escalas relacionadas
- OO9 – Usada para modelar ferrovias de bitola estreita de 610 mm
- OOn3 – Usada para modelar ferrovias de bitola estreita de 914 mm
- HO – Escala de 3,5 mm usando a mesma bitola de trilho de 16,5 mm da OO.
- EM – Escala de 4 mm usando pistas com 18,2 mm de bitola.
- P4 – Um conjunto de padrões pistas com 18,83 mm de bitola.
- 00-SF – Usa pistas com bitola de 16,2 mm com conjunto de rodas da escala OO.